# Mou (Dissin)
Pour les articles homonymes, voir Mou.
Mou est une localité du département de Dissin, dans la province d’Ioba (région du Sud-Ouest) au Burkina Faso. En 2006, cette localité comptait 2 453 habitants dont 53% de femmes.